# Verband der Studierenden an der ETH
Der Verband der Studierenden an der ETH (VSETH) ist der Dachverband der Studierenden der ETH Zürich. Der Verband vertritt die Interessen der Studierendenschaft nach aussen und gegenüber der Hochschule. Der VSETH ist keine öffentlich-rechtliche Körperschaft (wie VSUZH, SUB, skuba oder die deutschen Studierendenschaften), sondern ein Verein nach Schweizer Vereinsrecht. Durch einen Vertrag mit der Hochschule ist er im Gefüge der ETH die offizielle Vertretung aller Studierenden auf Bachelor- und Masterniveau. Nach eigenen Angaben sind über 17'000 der etwa 20'000 Studierenden (ohne Doktorierende) Mitglieder.

## Geschichte
Sieben Jahre nach Gründung der ETH Zürich (damals Polytechnikum) im Winter 1862 bildeten einige engagierte Schüler den Polytechnische Verein, der bis 1866 bestand. Der Verein konzentrierte sich auf fachliche Belange: Es wurden Fachzeitschriften abonniert und Vorlesungsmitschriften gedruckt, die Mitglieder waren verpflichtet, regelmässig Vorträge zu halten. Obwohl der Verein sich formal, inhaltlich und vom zeitlichen Bestehen klar vom VSETH unterscheiden lässt, wird er von diesem als sein Vorläufer angesehen und die Jubiläen des VSETHs basieren jeweils auf dem Gründungsdatum des Polytechnischen Vereins.
Am 14. März 1878 gründete sich der Verein der Polytechniker (VDP). Ab 1903 bestand eine offizielle Beitritts- und Beitragspflicht aller Polytechnikumsschüler. Anfang waren Symbole und Praktiken des VDP denen einer Verbindung ähnlich, wenn auch in weniger strenger Ausführung. In den ersten Jahrzehnten galt der Einsatz des VDP hauptsächlich der akademischen Freiheit – der von rigiden organisatorischen und disziplinarischen Vorgaben geprägte Studienbetrieb sollte demjenigen an Universitäten angepasst werden. Mit der Aufwertung des Polytechnikums zur ETH im Jahr 1911 wurden diese Forderungen teilweise erfüllt. Anlässlich dieser Gelegenheit benannte sich der VDP auch in VSETH um.
Die Zwischenkriegszeit stand für den VSETH im Zeichen des Ausbaus praktischer Dienstleistungen (Zimmervermittlung, Krankenversicherung, Kinokommission, Mitwirken bei der Gründung einer Mensa). Politisch fühlte sich der VSETH einer – auch im Vergleich zu den Universitätsstudierendenschaften – strikten Neutralität verpflichtet. Dies äusserte sich einerseits darin, dass er sich um die Absetzung des Rechtsextremen Robert Tobler als Redaktors des «Zürcher Studenten», der gemeinsamen Studierendenzeitschrift von Universität und ETH Zürich, bemühte, anderseits in der ausdrücklichen Weigerung, sich 1944 für ungarische Juden einzusetzen. Einzige Ausnahme von dieser selbstauferlegte Zurückhaltung war der Einsatz für die geistige Landesverteidigung. In der Nachkriegszeit zeigte sich der Verband hingegen solidarisch mit den Opfern der kommunistischen Diktaturen in Osteuropa.
Der grösste Erfolg gelang dem Verband 1969, als er zusammen mit dem Verband der Schweizer Studierendenschaften das Referendum gegen das neue ETH-Gesetz ergriff und dieses an der Urne verworfen wurde. Zwar trat 1992 ein neues ETH-Gesetz in Kraft, welches nicht massiv von jenem abwich, welches 1969 verworfen wurde, dennoch wurde das Mitspracherecht der Studierenden bei ETH Angelegenheiten seither signifikant ausgeweitet.
In den 1970er-Jahren wurde der VSETH zunehmend linkspolitisch geprägt. 1971 apostrophierte er die ETH in einer als «Rotes Hochschülerbuch» bekannten Broschüre für Neuimatrikulierte als «Nationaler Technischer Kindergarten» und warnte die Studienbeginner, aus ihnen sollten «anpassungsfähige Fachidioten geschaffen werden». Die Reaktionen liessen nicht auf sich warten: Der verantwortliche VSETH-Präsident wurde zum Abgang von der Hochschule gezwungen, die Verwendung der obligatorischen Studierendenbeiträge streng reglementiert. Bürgerliche Studierende gründeten den Verein «SOSeth» als «unpolitischen» Studierendenverband. Über zwei Jahrzehnte lang teilten sich die beiden Vereine die Vertretung der Studierenden der ETH Zürich.
In den 1980er-Jahren verbreitete der VSETH kontinuierlich sein Angebot (Studentisches Zentrum, Mitfahrzentrale, Freizeitwerkstätte) und seine politisches Tätigkeitsfeld (Feminismus, Frieden, Umweltschutz). Im Jahr 1985 veröffentlichte der VSETH gemeinsam mit dem VPOD «Die Hochschule als Industriebetrieb»  einen kritischen Gegenbericht zu Hayeks Analyse über die betriebswirtschaftliche Situation an der ETH. Weil der Verband mit Personalrekrutierungsproblemen zu kämpfen hatte, beschloss er 1986 eine grössere Umstrukturierung.
Ab den 1990er verstand sich der VSETH wieder stärker als politisch neutraler Verband. Das Organisieren von Freizeitaktivitäten gewann demgegenüber an Bedeutung. 1998 trat der VSETH aus dem als zu «linkslastig» wahrgenommenen Verband der Schweizer Studierendenschaften (VSS) aus, kehrte allerdings ein Jahrzehnt später wieder zurück. Die institutionelle Einbindung nahm währenddessen wieder zu. 2008 erhielt der Verein einen offiziellen Status durch einen Rahmenvertrag mit der Hochschule. Die Hochschulpolitik des VSETH wurde durch diese Entwicklung «leiser, aber nicht unbedingt weniger effizienter». 2012 feierte der VSETH sein 150-jähriges Bestehen mit dem Programm 150 Jahre VSETH.

## Aufgaben
Der VSETH betätigt sich auf zwei Gebieten:
- Er ist die offizielle hochschulpolitische Vertretung der Studierenden. Damit haben Vertreter des VSETH Einsitz in diversen Gremien der ETH Zürich, zum Beispiel der Hochschulversammlung, und bringen dort die Interessen der Studierenden ein.
- Er bietet, primär durch seine Fachvereine und Kommissionen, allerlei Dienstleistungen für die Studentenschaft an. Zu diesen gehört die Verwaltung der für Studierenden bereitgestellten Räumlichkeiten der ETH und die Organisation von Partys und Events. Über die Fachvereine kommen diverse weitere Dienstleistungen wie Sammlungen von alten Prüfungen dazu.

### Veranstaltungen

#### Erstsemestrigenfest
Zu Beginn des akademischen Jahres werden neueintretende Studenten vom VSETH mit dem sogenannten Erstsemestrigenfest begrüsst. Es ist mit etwa 5'000 Teilnehmern eine der grössten Studierendenpartys der Schweiz und findet seit einigen Jahren am Campus Hönggerberg statt.

#### Goldene Eule
Die Goldene Eule ist ein Sympathiepreis der Studierenden an die Dozierenden der ETH Zürich. Er wird jährlich vom VSETH verliehen und zeichnet besonders engagierte Lehrpersonen aus, die ihren Studierenden eine exzellente Lehre bieten.
Sämtliche ETH-Angehörige mit einem Lehrauftrag können die Goldene Eule gewinnen. Pro Departement wird jeweils eine Lehrperson ausgezeichnet. Die Preisverleihung wird jedes Jahr im Rahmen des ETH-Tages durchgeführt.

## Finanzierung
Für eine studentische Organisation ist der VSETH ungewöhnlich finanzstark. Dies resultiert aus der Tatsache, dass er neben einem freiwilligen Mitgliederbeitrag und obligatorischen Abgaben der Studenten mit der Kommission Forum & Contact auch eigene Kontakt- und Firmenmessen organisiert (Polymesse). Bei diesen Veranstaltungen haben Firmen die Möglichkeit gegen einen Beitrag Studenten als zukünftige Mitarbeiter kennenzulernen.
Auch diverse Fachvereine (wie zum Beispiel Informatik, Maschinenbau und Elektrotechnik oder Bau- und Umweltingenieurwissenschaften) bieten spezialisierte Firmenmessen an.

## Fachvereine
Der VSETH ist ein Dachverband. Für alle Fachrichtungen, die an der ETH Zürich studiert werden können, existiert ein Fachverein, der nur die Interessen der Studenten der Fachrichtung vertritt. Alle Fachvereine der ETH Zürich sind im VSETH organisiert, aktuell sind dies:
- AIV (Akademischer Ingenieur:innen-Verein, Bauingenieurwesen)
- AMIV (Akademischer Maschinen- und Elektroingenieur Verein an der ETH)
- APV (Akademischer Pharmaziestudierenden Verein)
- architektura (Architektur)
- BSA (Biotechnology Students Association)
- erfa (Erdwissenschaftlicher Fachverein der ETH)
- GESS Who! (Departement: Geistes-, Sozial- und Staatswissenschaften)
- GESO (Raum- und Umweltingenieurstudierenden Verein der ETH Zürich)
- HeaT (Health and Technology)
- MSA (MTEC Student Association)
- SMW (Studierende der Materialwissenschaft)
- UFO (Umwelt- und Forstfachverein der ETH Zürich)
- VCS (Vereinigung der Chemiestudierenden an der ETH)
- VeBiS (Verein der Biologiestudierenden an der ETH Zürich)
- VIAL (Verein der Ingenieur-Agronomen und Lebensmittelingenieuren an der ETH Zurich)
- VIS (Informatik, Verein der Informatik Studierenden)
- VMP (Verein der Mathematik-, Physik- und RW-Studierenden an der ETH Zürich)

## Kommissionen
Klar definierte Aufgaben können vom VSETH in so genannte Kommissionen ausgelagert werden. Unter anderem hat der VSETH folgende Kommissionen:
- Filmstelle VSETH
- Debattierclub
- Forum & Contact
- FliK
- Kulturstelle
- ETH Model United Nations
- ExBeerience
- Fotokommission
- Kommission für Immobilien
- Nightline
- PapperlaPub
- Tanzquotient (TQ)
- Challenge
- Student Sustainability Commission (SSC, ehem. [project 21])
- Gaming and Entertainment Committee (GECo)
- Softwareentwicklungskommission (SEK)

Aufgelöst wurden folgende Kommissionen:
- Jubiläumskommission
- KGB (Kommission für studentische Gebäude und Bauprojekte)
- Hönggerberg Nachbarschafts-Kommission (HöNK)
- Fotolaborkommission
- HönggerGames
- Student Print on Demand (SPOD)

## Netzwerke
Der VSETH bildet zusammen mit dem Studentenraad TU Delft dem Allgemeinen Studierendenausschuss der RWTH Aachen und dem Chalmers Studentkår die Idealistic als Studierendenvertretung auf Ebene der IDEA League.
Ausserdem ist der VSETH Mitglied im VSS.